# United States Immigration and Customs Enforcement
United States Immigration and Customs Enforcement (ICE), tidigare United States Bureau of Immigration and Customs Enforcement, är en amerikansk federal polismyndighet med uppgift att bland annat skydda USA mot sådan gränsöverskridande kriminalitet och illegal invandring, som riskerar landets och allmänhetens säkerhet. Myndigheten är underställd USA:s inrikessäkerhetsdepartement
Den 25 november 2002 signerade USA:s 43:e president George W. Bush (R) lagen Homeland Security Act som lade grund till att USA:s inrikessäkerhetsdepartement kunde grundas. Myndigheten ICE grundades den 1 mars 2003, då inrikessäkerhetsdepartementet slog samman hela eller delar av 22 myndigheter till Bureau of Immigration and Customs Enforcement, senare namnändrad till ICE.